# Cosmoscarta amymone
Cosmoscarta amymone är en insektsart som beskrevs av Gustav Breddin 1900. Cosmoscarta amymone ingår i släktet Cosmoscarta och familjen spottstritar. Inga underarter finns listade i Catalogue of Life.